# فرانتس پلانر
فرانتس پلانر (انگلیسی: Franz Planer؛ ۲۹ مارس ۱۸۹۴ – ۱۰ ژانویهٔ ۱۹۶۳) یک فیلم‌بردار اهل ایالات متحده آمریکا بود.

## فیلم‌شناسی
- ترانه یک دریانورد (۱۹۳۲)
- شراره آسمانی (۱۹۳۵)
- کاستا دیوا (۱۹۳۵)
- سپاسگزار، بانو (۱۹۳۶)
- پریمیر (۱۹۳۷)
- عید (۱۹۳۸)
- سیرانو دو برژراک (۱۹۵۰)
- شورش کین (۱۹۵۴)
- ۲۰٬۰۰۰ فرسنگ زیر دریا (۱۹۵۴)
- شاهنشاه (۱۹۶۱)
- صبحانه در تیفانی (۱۹۶۱)
- ساعت بچه‌ها (۱۹۶۱)